# Джеймс Олдридж
Харълд Едуард Джеймс Олдридж (на английски: Harold Edward James Aldridge) е виден австралийски писател, носител на много награди, и журналист.
Неговите репортажи от Втората световна война са широко публикувани и са в основата на няколко от романите му, включително и награждавания The Sea Eagle за австралийските части, участвали в Битката за Крит. Олдридж е познат в България с романите си „Да яздиш диво пони“ и „Един последен поглед“.

## Биография
Олдридж е роден през 1917 година в Уайт Хилс, предградие на градчето Бендиго в щата Виктория. В средата на 1920-те години семейството на Олдридж се мести в Суон Хил и много от австралийските му романи са базирани върху живота му там, сред които и книгата на годината на Австралийския съвет за детски книги за 1995 година The True Story of Lilli Stubeck.
През 1938 година Олдридж се установява в Лондон, Великобритания и живее в Батърсий, Югозападен Лондон. Олдридж живее много години в Кайро и пише няколко книги за Близкия изток, сред които Cairo – Biography of a City и романите The Diplomat и Heroes of the Empty View. Романът му „Да яздиш диво пони“ (A Sporting Proposition (Ride a Wild Pony)) от 1973 година е филмиран от Дисни в 1975 като Ride a Wild Pony.
Олдридж, който има леви идеи, е носител на Ленинска награда за мир за 1972 г. за своята „изключителна борба за запазване на мира“. Също така е носител на наградата Джон Лиуелин Райс за 1945 година със The Sea Eagle, на Златен медал на Световния съвет на мира и на златен медал за журналистика на Организацията на международните журналисти в 1972 година.
Джеймс Олдридж гостува на България през 1962 г. по покана на Съюза на българските журналисти. Тогава прави водолазно гмуркане на Таук лиман. Още няколко пъти посещава нашето Черноморие и се среща с български водолази.